# Costituzione della Tanzania
La Costituzione della Tanzania attualmente in vigore, più formalmente Costituzione della Repubblica Unita della Tanzania e nota anche come Costituzione Permanente o Quarta Costituzione della Tanzania, è stata formulata nel 1977. In precedenza, la Tanzania ha avuto altre quattro costituzioni: la Costituzione dell'Indipendenza (1961), la Costituzione Repubblicana (1962), la Costituzione ad Interim della Repubblica Unita di Tanganica e Zanzibar (1964), e la Costituzione ad Interim del 1965.

## Storia

### Costituzione dell'Indipendenza (1961)
Al conseguimento dell'indipendenza dal Regno Unito, la Tanzania (allora Tanganica) si dotò di una costituzione basata sul modello inglese del sistema di Westminster, escluso il bill of rights. La costituzione prevedeva un governatore generale, rappresentante della Regina d'Inghilterra, formalmente capo dello stato. Il potere esecutivo era appannaggio di un primo ministro scelto nel partito di maggioranza e del suo gabinetto di ministri, che rispondevano al parlamento. La costituzione prevedeva anche l'indipendenza del potere giudiziario da quello esecutivo e da quello legislativo.

### Costituzione Repubblicana (1962)
Nel 1962, il parlamento (costituito esclusivamente da iscritti della Tanganyika African National Union, TANU, il partito politico che aveva portato la Tanzania all'indipendenza) si conferì il diritto di operare come assemblea costituente, e procedette a una revisione della costituzione del 1961.
La Costituzione Repubblicana del 1962 modificò radicalmente la struttura dei vertici dello stato in senso presidenzialista. Il Presidente della repubblica venne a concentrare le prerogative precedentemente suddivise fra governatore e primo ministro, diventando anche capo dello stato e comandante in capo delle forze armate. Al presidente venne inoltre assegnato il diritto di scegliere liberamente vicepresidente e ministri, che nel nuovo ordinamento avrebbero risposto al presidente e non al parlamento. Il sistema escludeva la possibilità di impeachment del presidente da parte del parlamento, che viceversa poteva essere sciolto dal presidente in determinate circostanze.
La nuova costituzione includeva numerosi altri elementi propri di un sistema spiccatamente presidenzialista. La norma del Preventive Detention Act, per esempio, assegnava al presidente la facoltà di mettere in carcere qualunque cittadino senza processo.

### Costituzione ad Interim della Repubblica Unita di Tanganica e Zanzibar (1964)
Nel 1964 il Tanganica e Zanzibar decisero di confluire nella Repubblica Unita di Tanganica e Zanzibar, ribattezzata Repubblica Unita di Tanzania nello stesso anno. La carta costituzionale della neonata nazione venne elaborata a partire da quella del Tanganica del 1962, modificata in modo da tenere conto degli accordi stipulati dal partito di maggioranza dell'ex Tanganica (il TANU) e dal primo partito di Zanzibar (l'Afro-Shirazi Party, ASP). Tali accordi erano detti "Articles of Union", e vennero trasformati in norme costituzionali, con il nome di Acts of Union. Essi prevedevano una doppia struttura di governo, ancora oggi in vigore, per l'Unione nel suo insieme e per Zanzibar. Zanzibar manteneva quindi una notevole autonomia e propri organi amministrativi, incluso un parlamento locale e un proprio presidente (che svolgeva anche funzione di Vicepresidente dell'Unione).
La costituzione del 1964, come quella dell'anno successivo, fu adottata come costituzione ad interim. Gli stessi Acts of Union infatti formalizzavano il processo da mettersi in atto per l'elaborazione di una costituzione definitiva, attraverso la formazione di una commissione costituente e poi di un'assemblea costituente. Il processo venne avviato, ma rimase poi a lungo in sospeso.

### Costituzione ad Interim (1965)
La costituzione del 1965 fu la prima formalizzazione esplicita della realtà di fatto del paese, ovvero la natura monopartitica del governo. Coerentemente con la struttura a doppio governo entrata in vigore nel 1964, la costituzione indicò due partiti rispettivamente come l'unico partito riconosciuto ai fini elettorali nell'ex-Tanganica e Zanzibar: il TANU e l'ASP.
Negli anni successivi la costituzione (che rimaneva ad interim, non essendo stato concluso il processo costituente previsto dagli Acts of Union), subì numerosi emendamenti. Questi emendamenti ebbero tra l'altro l'effetto di ridurre l'autonomia di Zanzibar e di rafforzare il sistema monopartitico. Per esempio, un emendamento del 1975 stabilì in pratica che tutti gli organi di governo (ivi incluso il parlamento) erano da considerarsi subordinati al comitato esecutivo del partito. Nello stesso periodo, TANU e ASP erano in procinto di fondersi formalmente, cosa che avvenne nel 1977 con la nascita del partito unico Chama Cha Mapinduzi (CCM).

### Costituzione Permanente (1977)
La costituzione attualmente in vigore venne approvata nel marzo del 1977, il mese successivo alla fondazione del partito unico CCM. Questa costituzione venne formulata e approvata in tempi brevissimi come costituzione definitiva, evento che era stato atteso per ben 13 anni. La costituzione prese il nome di Costituzione Permanente o Quarta Costituzione, e nei suoi contenuti ribadiva i tre principi generali delle costituzioni precedenti: presidenzialismo forte, doppio sistema di governo, e monopartitismo. 
La costituzione subì negli anni diversi emendamenti, alcuni dei quali riconducibili ad assestamenti dei rapporti di potere fra i diversi organi di governo e fra il governo di Zanzibar e quello dell'Unione. All'inizio degli anni novanta, il presidente Ali Hassan Mwinyi, succeduto a Julius Nyerere, intraprese un programma di riforme complessiva orientata a sostituire il modello statale socialista fondato da Nyerere con un sistema più ispirato a quello delle democrazie occidentali. Nell'ambito di questo progetto, Mwinyi costituì una commissione (chiamata Commissione Nyalali, dal nome del suo presidente, il giudice capo Francis Nyalali) con lo scopo di studiare l'opportunità di una eventuale transizione a un sistema elettorale multipartitico. Il parere favorevole della commissione diede l'avvio a una lunga sequenza di emendamenti alla carta costituzionale.
L'Ottavo Emendamento (1992) estese la possibilità di candidarsi al parlamento ai membri di qualunque partito politico registrato, escludendo però la possibilità di candidature indipendenti (precedentemente ammesse). Coerentemente, vennero introdotti nella costituzione anche nuovi articoli inerenti al sistema di registrazione dei partiti. Il Nono Emendamento (definito sei mesi dopo l'Ottavo) ridefinì il metodo di elezione del presidente, e introdusse la possibilità del suo impeachment da parte del parlamento; inoltre, separò le cariche di Presidente e di Primo Ministro, dando al Parlamento anche gli strumenti per votare la sfiducia a quest'ultimo. Altri emendamenti non correlati con l'introduzione del multipartitismo modificarono ulteriormente i rapporti fra Zanzibar e l'Unione; l'Undicesimo Emendamento distingueva la carica di Presidente di Zanzibar da quella di Vicepresidente dell'Unione.